# Xylotoles lynceus
Xylotoles lynceus es una especie de escarabajo longicornio del género Xylotoles, tribu Parmenini, subfamilia Lamiinae. Fue descrita científicamente por Fabricius en 1775.

## Descripción
Mide 10,5-14 milímetros de longitud.

## Distribución
Se distribuye por Nueva Zelanda.